# Alessandro di Brema
Alessandro di Brema (... – 1271) è stato un biblista tedesco, esegeta.
Fu scolastico a Brema e francescano a Staden. Per primo commentò l'Apocalisse relazionando le visioni con gli avvenimenti religiosi a lui contemporanei.